# U-20-Fußball-Weltmeisterschaft der Frauen 2020
Die U-20-Fußball-Weltmeisterschaft der Frauen 2020 (offiziell 2020 FIFA U-20 Women’s World Cup) sollte die zehnte Ausspielung dieses Wettbewerbs für Fußballspielerinnen unter 20 Jahren sein und zunächst im August 2020 in Costa Rica stattfinden. Aufgrund der COVID-19-Pandemie wurde das Turnier am 12. Mai 2020 ins Frühjahr 2021 verschoben.  Am 17. November beschloss die FIFA das Turnier wegen der anhaltenden COVID-19-Pandemie abzusagen und die für 2022 geplante Austragung an Costa Rica zu vergeben.
Am Turnier sollen 16 Mannschaften teilnehmen, die zunächst in vier Gruppen und danach im K.-o.-System gegeneinander antreten. Titelverteidigerinnen sind die japanischen Frauen, die 2018 erstmals den Titel gewannen.

## Wahl des Gastgebers
Am 25. Juli 2018 startete die FIFA den Bewerbungsprozess für diesen Wettbewerb sowie die U-17-WM 2020. Die FIFA-Mitglieder konnten bis zum 24. August 2018 ihr Interesse für einen oder beide Wettbewerbe bekunden, letztlich würde ein Land aber nur einen der beiden Wettbewerbe austragen können. Indien und Südkorea bekundeten ihr Interesse die Wettbewerbe durchzuführen. Am 15. März 2019 wurde Indien als Ausrichter der U-17-WM 2020 bestimmt. Damit konnte Indien die U-20-WM nicht ausrichten und nachdem auch Südkorea zurückzog, wurde der Bewerbungsprozess neu eröffnet. Am 19. Juli 2019 sandte FIFA-Präsident Gianni Infantino einen Brief an die Nigeria Football Federation. Ob Nigeria in der Lage ist den Wettbewerb in einem Jahr auszurichten soll im August auf einer viertägigen Inspektionstour geprüft werden.
Am 20. Dezember 2019 bestätigte das Büro der FIFA, dass die WM im August 2020 in Costa Rica und Panama ausgetragen werden soll. Es sollte das erste Nachwuchsturnier der FIFA sein, welches in zwei Gastgeberländern stattfinden sollte. Am 24. Juli 2020 gab der panamesische Verband bekannt, dass er als Co-Ausrichter nicht zur Verfügung stehe, da die notwendige Infrastruktur nicht vorhanden sei und öffentliche Mittel für die Gesundheitsversorgung  und die Pandemie-Bekämpfung genutzt würden.

## Teilnehmer
Zum Zeitpunkt der Absage des Turniers waren neben den vorgesehenen Gastgebern Costa Rica und Panama bereits zehn der 14 verbleibenden Teams durch die entsprechenden U-19- oder U-20-Kontinentalturniere qualifiziert.
| 4 aus Nord-, Mittelamerika, Karibik | Costa Rica (Gastgeber) | Panama (Gastgeber) | Vereinigte Staaten | Mexiko  |
| 4 aus Europa                        | Frankreich             | Deutschland        | Niederlande        | Spanien |
| 3 aus Asien                         | Japan                  | Nordkorea          | Südkorea           |         |
| 2 aus Afrika                        | –                      | –                  |                    |         |
| 2 aus Südamerika                    | –                      | –                  |                    |         |
| 1 aus Ozeanien                      | Neuseeland             |                    |                    |         |

* Erstteilnahme.

## Nachweise und Anmerkungen
1. ↑  fifa.com: Beschlüsse des FIFA-Ratsausschusses zu FIFA-Veranstaltungen
2. ↑  fifa.com: Neuigkeiten zur FIFA Klub-Weltmeisterschaft 2020™ und den Juniorinnenturnieren
3. ↑  fifa.com: FIFA starts bidding process for FIFA U-20 and U-17 Women’s World Cups 2020
4. ↑  fifa.com: Circular letter #1643 - Bidding for the following FIFA World Cups
5. ↑  indiatimes.com: India to bid for U-20 Women’s World Cup
6. ↑  yna.co: S. Korea looking to host U-20 Women's World Cup in 2020
7. ↑  fifa.com: FIFA Council decides on key steps
8. ↑  awarenessng.com: Nigeria Named Favourite To Host 2020 U-20 Women’s World Cup, Fifa's Four-day Inspection Tour Pencilled In For August
9. ↑  Costa Rica und Panama richten die FIFA U-20-Frauen-Weltmeisterschaft 2020 aus. In: de.fifa.com. FIFA, 20. Dezember 2019, abgerufen am 20. Dezember 2019.
10. ↑  Juan José Rodríguez / AFP: Costa Rica ‘ready to host the entire tournament’ as Panama bows out as U-20 Women’s World Cup host
11. ↑  Cancelation of the FIFA U-17 & U-20 Women's World Cup -2020. In: ghanafa.org. GFA, 21. Dezember 2020, abgerufen am 14. August 2022 (englisch).
12. ↑  Suspended the Final Phase of the CONMEBOL Women's U-20. In: conmebol.com. CONMEBOL, 12. März 2020, abgerufen am 14. August 2022 (spanisch).
13. ↑  Información sobre torneos de selecciones juveniles 2021. In: conmebol.com. CONMEBOL, 6. August 2021, abgerufen am 14. August 2022 (spanisch).